# Форты Раджастхана
Индийский штат Раджастхан на северо-западе Индии имеет более сотни укреплений на холмах и гористой местности. Шесть горных фортов Раджастана, разбросанных по всему штату, были объединены в группу и внесены в список Всемирного наследия ЮНЕСКО. «Горные форты Раджастана» изначально были представлены ЮНЕСКО как комплекс оборонительных сооружений, образованный пятью раджпутскими фортами в хребте Аравали , и были построены и улучшены в V - XVIII веках нашей эры несколькими правителями раджпутов из разных княжеств. Вскоре группа была увеличена до шести фортов:
1. Форт Читторгарх в Читторгархе
2. Форт Кумбхалгарх в Кумбхалгархе
3. Форт Рантхамбор в Савай Мадхопур
4. Форт Гагрон в Джалаваре
5. Форт Амер в Джайпуре
6. Форт Джайсалмер в Джайсалмере

Некоторые из этих фортов и в наши дни имеют оборонительную крепостную стену до 20 км длиной, уцелевшие городские центры и используемые механизмы сбора воды. 

## Отбор
Группу было решено включить в список Всемирного наследия ЮНЕСКО, чтобы подчеркнуть культуру и архитектуру горных фортов Раджастхана.
Правящая партия Раджастхана предоставила обзор процесса отбора фортов и выбранных критериев, соответствовавших четырем периметрам: форты расположены на холмах, они являются центрами силы со священными землями и городскими поселениями.
Раджпуты придерживались текстов об архитектуре, которые классифицировали различные типы укреплений в зависимости от их расположения. Самые ранние литературные источники различают четыре типа фортов: горные форты, водные форты, лесные форты и пустынные форты. Этот комплекс объектов всемирного наследия был создан исключительно из горных фортов Раджастана, что заранее исключало многие форты на основе типологии, например, форт Джунагарх. Кроме того, были исключены форты, не предназначенные для городских поселений. Мехрангарх, хотя и располагался на вершине холма, был укрепленной цитаделью для двора, в которой не было городского поселения для мирных жителей.
Первоначальный список фортов Раджастана был составлен на основе всех фортов, зарегистрированных Археологическим управлением Индии . Из сотен укреплений 54 форта были дополнительно исследованы, так как они имели неотъемлемые характеристики военной архитектуры Раджпутов. Правящая партия объяснила, как из этого первоначального списка была выбрана меньшая группа, состоящая из 24 наиболее значительных фортов Раджастана, все из которых имеют общие ключевые особенности укреплений Раджпута. Это число вскоре уменьшилось до 13. Из этого списка изначально было выбрано пять фортов, все из которых находились на хребте Аравали. Позже в серию был добавлен шестой форт, Джайсалмер.

## Галерея

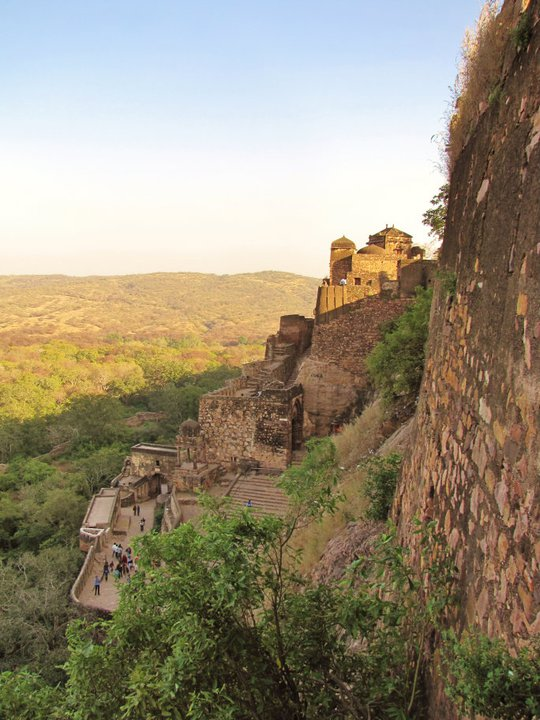
Форт Рантхамбор

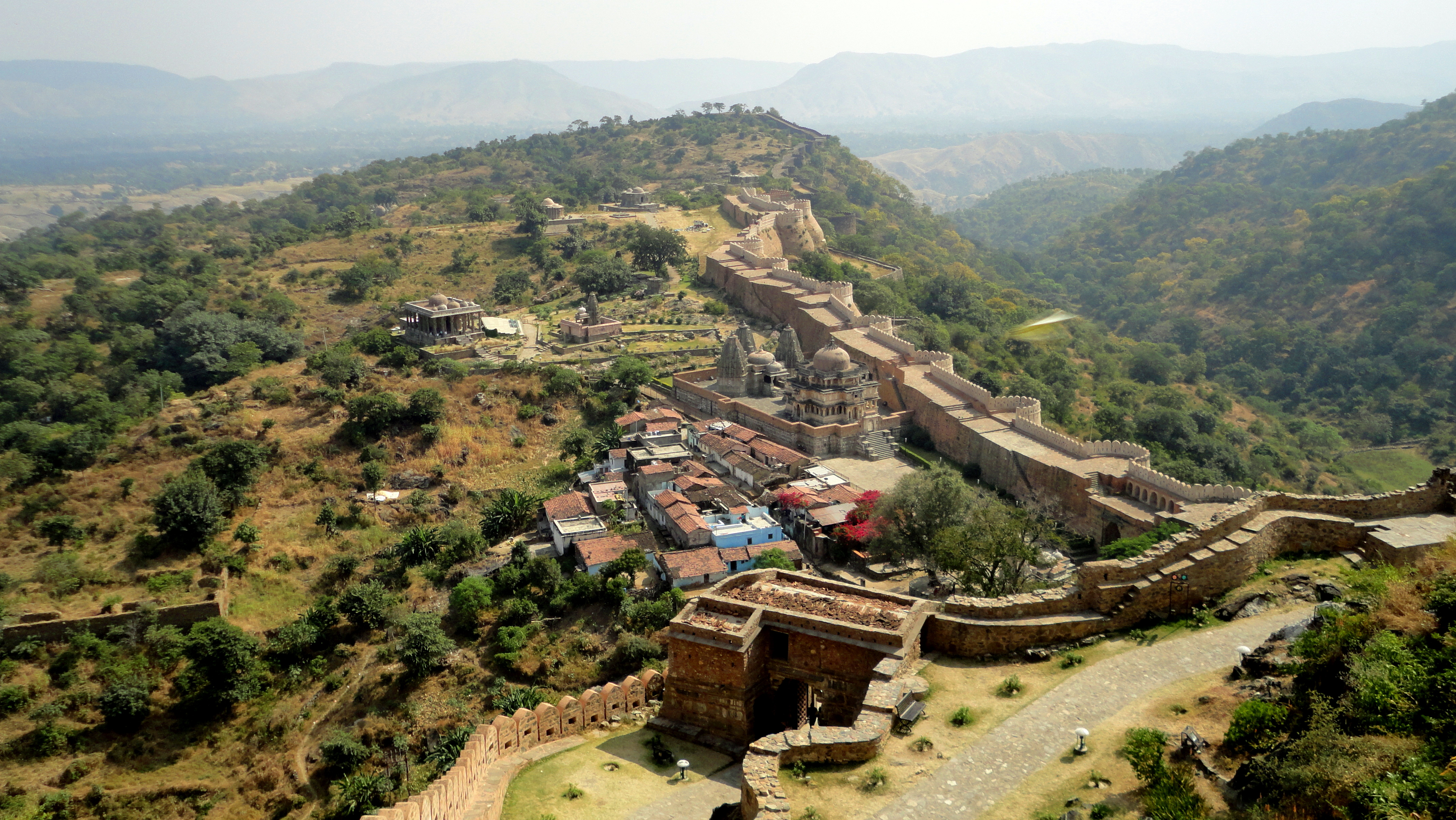
Форт Кумбхалгарх

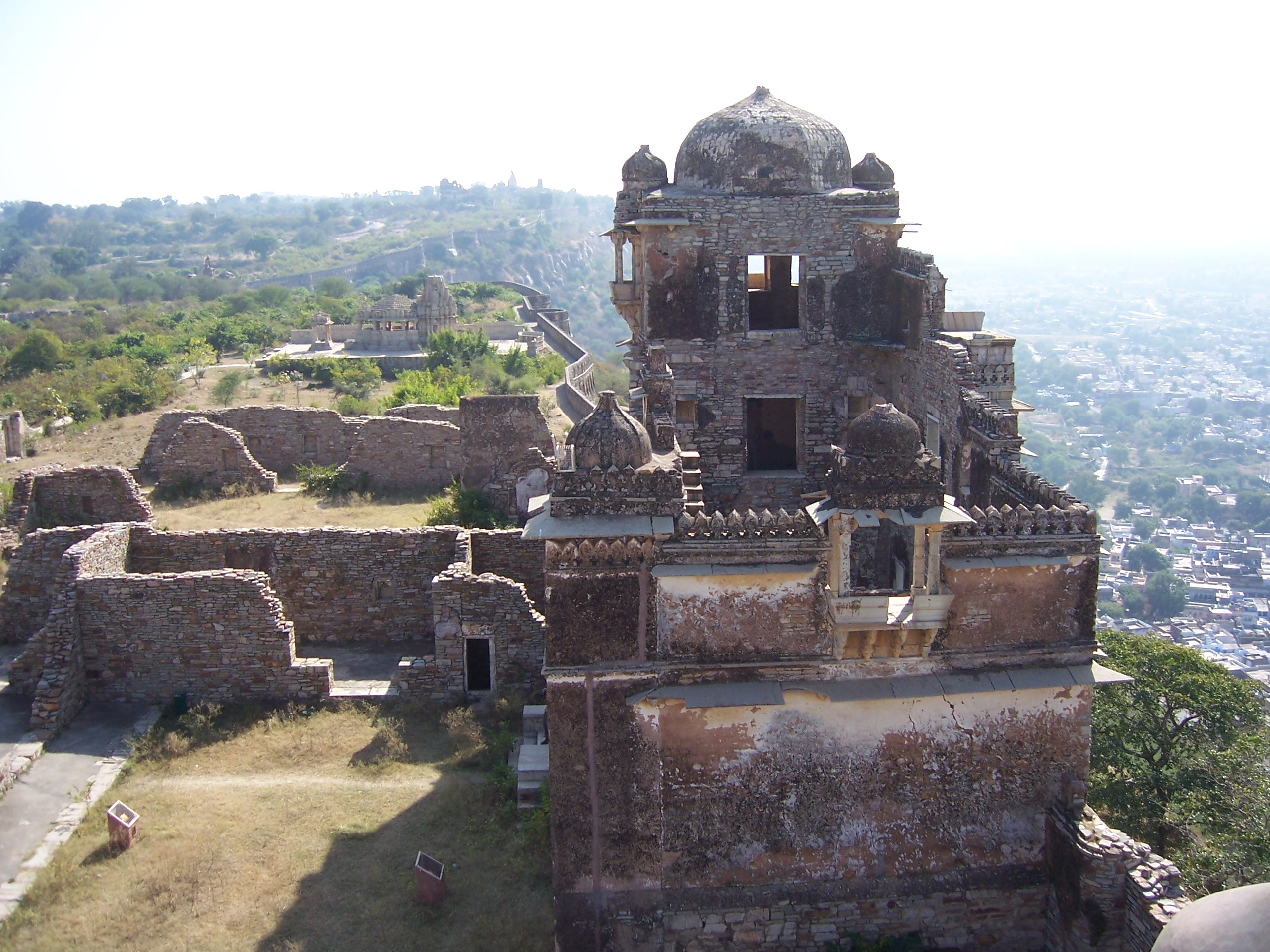
Форт Читторгарх

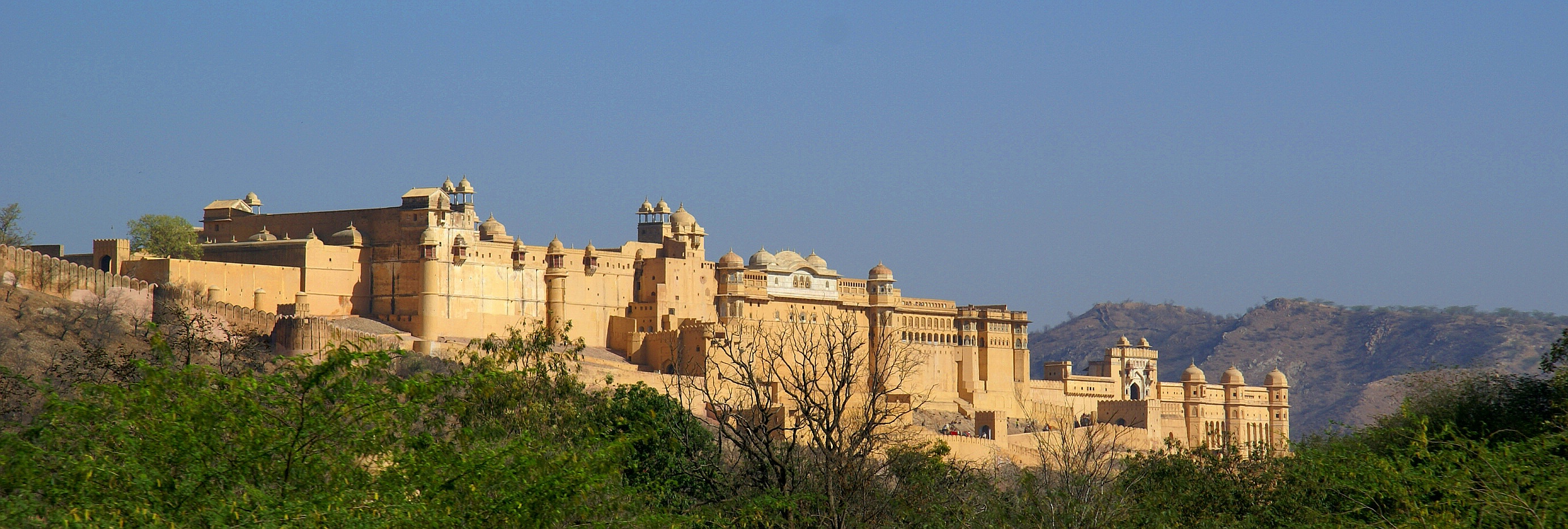
Форт Амер

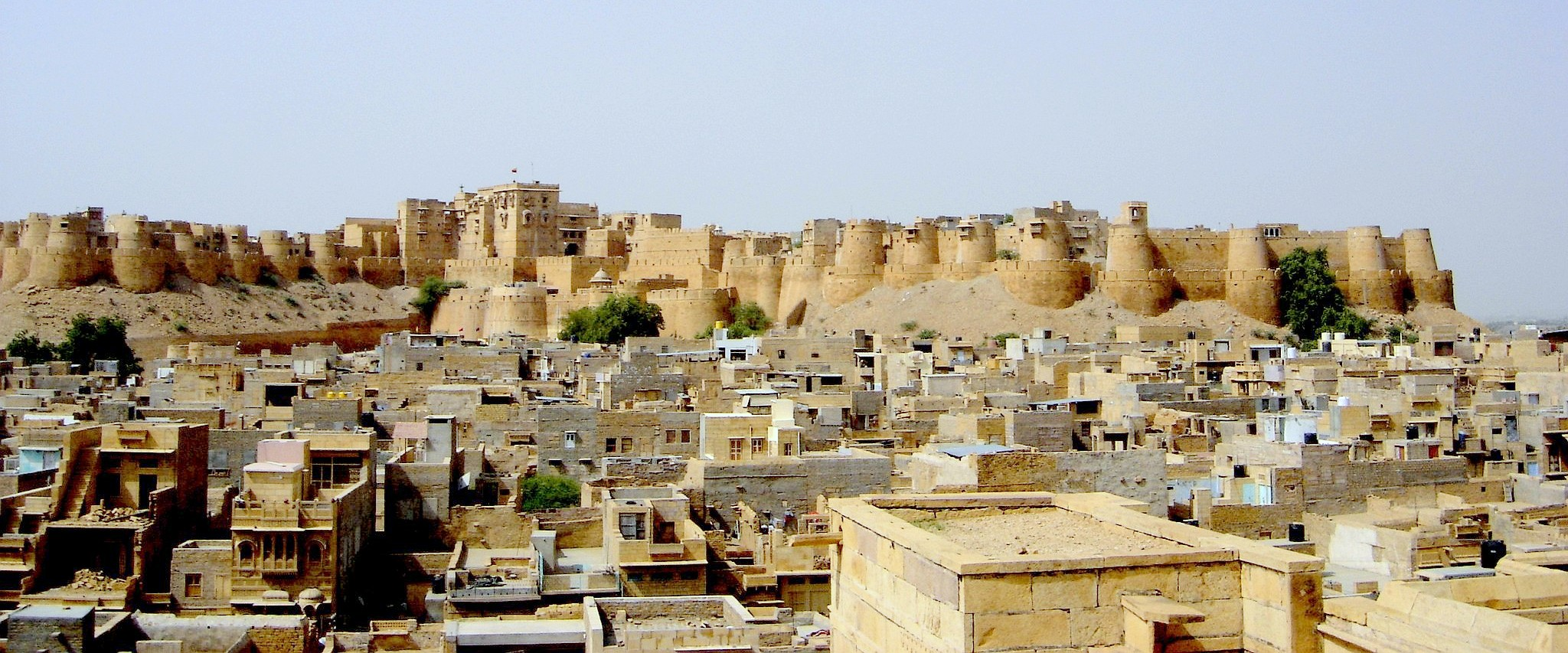
Форт Джайсалмер

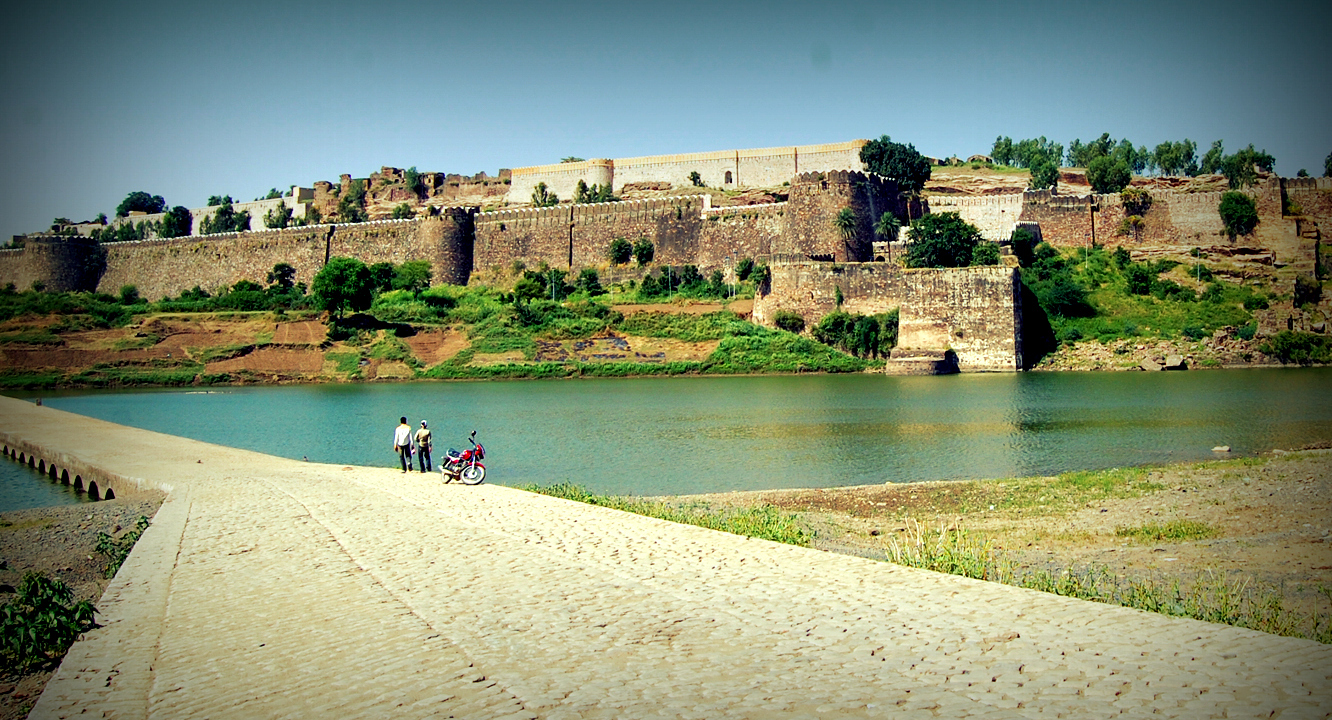
Форт Гаргон